# ۱۰ بره
۱۰ بره یک ستاره است که در صورت فلکی برج حمل قرار دارد.